# Zuidkamp

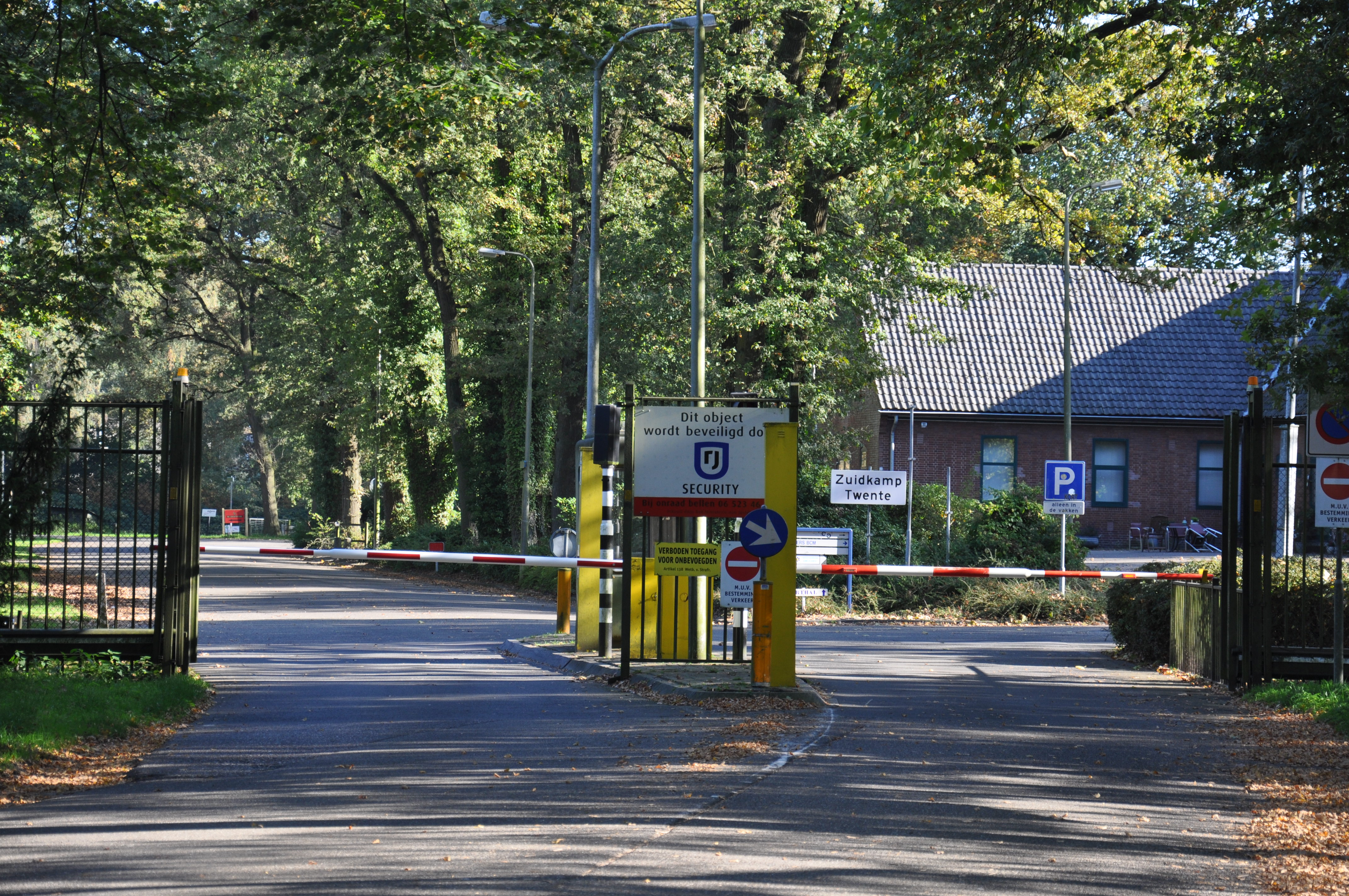
Entree complex Zuidkamp

Zuidkamp is de voormalige legerplaats die hoorde bij de vliegbasis Twenthe. De legerplaats had een oppervlakte van 45 ha. en ligt een paar kilometer ten zuiden van de voormalige vliegbasis.
Het kamp werd in de Tweede Wereldoorlog in opdracht van de Luftwaffe aangelegd tegelijk met de ombouw van het burgervliegveld tot Fliegerhorst. Zuidkamp was zo opgezet dat het vanuit de lucht leek alsof onderdeel was van het Twentse essen- en coulisselandschap. De gebouwen zien er echter niet typisch Twents uit, maar zijn ontworpen naar de nationaalsocialistische ideeën van de Reichsheimstättenamt.
Na de oorlog nam de Koninklijke Luchtmacht zijn intrek in Zuidkamp en breidde de bebouwing geleidelijk uit. Met het het vertrek van de luchtmacht van de vliegbasis werd ook het Zuidkamp gesloten.
Tegenwoordig is het Zuidkamp onderdeel van het stedenbouwkundige plan 't Vaneker. Er zijn vele luxueuze nieuwbouwprojecten gerealiseerd. De originele bebouwing is echter nog altijd te herkennen ondanks vele ingrijpende verbouwingen.